# 五氟氯化硫
五氟氯化硫是一种无机化合物，化学式SF
5Cl。它是一种无色的有毒气体，有着五氟化硫基团(SF5) 。这种化合物有C
4v的对称性。五氟氯化硫的用途是在有机物上加SF
5基团。

## 合成方法
五氟氯化硫可以由多种方式合成。它可由四氟化硫或十氟化二硫合成：
SF
4 + Cl
2 + CsF → SF
5Cl + CsCl
ClF + SF
4 → SF
5Cl
S
2F
10 + Cl
2 → 2 SF
5Cl